# Лісова черепаха
Лісова черепаха (Glyptemys insculpta) — вид черепах з роду Американські водяні черепахи родини Прісноводні черепахи. Інша назва «струмкова черепаха».

## Опис
Загальна довжина досягає 29 см, з яких 5 см належить хвосту. жива вага дорівнює 1—2 кг. Довжина щита доходить до 18 см. Карапакс яйцеподібний, дещо кілеватий, задні його краї зубчаті. Грудний щит спереду цілісний, а ззаду виїмчастий. Пальці ніг забезпечені тільки біля основи плавальними перетинками. У верхній щелепі помітка виїмка, по обидва боки якої є по тупому зубцю.
Щитки карапаксу бурого кольору з променистими, трохи загнутими лініями з жовтих крапочок. Основа пластрону сіро—жовтого забарвлення з великою темною плямою на нижній частині. М'які частини тіла темно—бурі або оливкового кольору, нижні частини шиї ніг і хвоста червоні з чорними крапочками. З обох сторін шиї помітні яскраві жовті смуги. Очі карі, кільце, що їх оточує — жовте.

## Спосіб життя
Полюбляє океанське узбережжя, болота, річки, струмки. Частіше й на більш тривалий термін залишає воду, ніж інші їх родичі. Може цілими місяцями залишатися на суходолі. Робить подорожі від однієї води до іншої або здійснює зі швидкістю до 0,32 км на годину переходи по полях і лісах, за що і отримала свою назву. У місцевостях бідних водою ховаються, зариваючись у мох. Жвавість цієї черепахи виявляється у відносинах до інших тварин: вони постійно нападають на товаришів за місцем проживання.
Лісові черепахи харчуються дрібними безхребетними, невеличкою рибою, молюсками, рослинною їжею.
Статева зрілість настає у 14—18 років. Парування відбувається у воді. Статевий акт триває від 22 до 33 хвилин. Самиця з травня по липень відкладає від 3 до 20 яєць у місцині, де достатньо сонячного світла, є м'які ґрунти, вільної від повеней, без великої рослинності. Інкубаційний період триває від 60 до 90 діб.
У дикій природі тривалість життя 40 років, у тераріумі — 58 років.

## Розповсюдження
Мешкає у Канаді: Новій Шотландії, Нью-Брансвікі, Квебеці, Онтаріо, США: Мен, Нью-Гемпшир, Массачусетс, Коннектикут, Нью-Йорк, Пенсільванія, Нью-Джерсі, Делавер, Меріленд, Вірджинія, Західна Вірджинія, Огайо, Мічиган, Вісконсин, Міннесота, Айова.